# Charles Silver
Charles Silver (* 16. April 1868 in Paris; † 10. Oktober 1949 ebenda) war ein französischer Komponist.

## Leben
Charles Silver studierte am Pariser Konservatorium bei Théodore Dubois und Jules Massenet und gewann 1891 mit dem lyrischen Drama L’Interdit den Premier Grand Prix de Rome. Während des damit verbundenen Aufenthaltes in der Villa Medici komponierte er 1895 die Oper La Belle au bois dormant, die 1902 in Marseille uraufgeführt wurde.
Seine erfolgreichste Oper war La Mégère apprivoisée nach Shakespeares Der Widerspenstigen Zähmung, die längere Zeit auf dem Repertoire der Pariser Oper stand. Außerdem komponierte er ein Ballett, ein Oratorium sowie mehrere sinfonische Werke.
Silver unterrichtete Harmonielehre am Pariser Konservatorium, wo Amédée Borsari zu seinen Schülern zählte. Seit 1900 war er mit der Sängerin Georgette Bréjean-Gravière verheiratet.

## Werke
- La Belle au bois dormant, Oper, UA 1902 in Marseille
- Tobia, Oratorium, UA 1902 in Marseille
- Poème carnwevalesque, UA 1906 in Monaco
- Le Clos, Myriane, Oper, UA 1913 in Nizza
- Néigilde, Ballett, UA 1919 in Monte-Carlo
- La Mégère apprivoisée, Oper (Libretto von Henri Cain und Édouard Adenis)
- La Grand-Mère, Oper, 1930
- Quatre-Vingt-Treize, UA 1936 in Paris